# 6384 Kervin
A 6384 Kervin a Hungaria kisbolygó dinamikai családjához tartozó kisbolygó. Pályájának félnagytengelye 1,9 CsE. Korábbi megjelölése (1989 AM) volt. Eleanor F. Helin fedezte föl 1989-ben a Palomar-hegyi Obszervatóriumban. Fénygörbéje alapján kísérőre is gyanakodtak, de máig nem igazolták kettős kisbolygó jellegét.

## Külső hivatkozások
- JPL Small-Body Database Browser on 6384 Kervin
- A 6384 Kervin fénygörbéje